# Volker Stief
Volker Stief ist ein deutscher Jurist.

## Leben
Von 1981 bis 1989 studierte er Rechtswissenschaften und absolvierte das Rechtsreferendariat (2. Staatsexamen). Nach der Promotion (1989–1991) im arbeitsrechtlichen Bereich (betriebliche Altersversorgung) und der Ausbildung zum Fachanwalt für Arbeitsrecht war er von 1991 bis 1994 Assistent des Personalvorstandes / Referatsleiter Arbeitsrecht und Personalpolitische Grundsatzfragen im Drägerwerk, von 1994 bis 1996 Leiter Personalwesen Sicherheitstechnik und von 1996 bis 1999 Leiter Personal und Soziales Konzern-Holding und Leiter Management Development. Seit 1999 ist er Inhaber des Lehrstuhls für Arbeitsrecht, Bürgerliches Recht und Methoden des Rechts an der Leuphana Universität Lüneburg.

## Schriften (Auswahl)
- Der Begriff der betrieblichen Altersversorgung. Zur Begrenzung des sachlichen Geltungsbereichs des Gesetzes zur Verbesserung der betrieblichen Altersversorgung. Baden-Baden 1992, ISBN 3-7890-2589-5.
- Altersteilzeit in der Praxis. Berlin 2005, ISBN 3-503-09025-8.